# علی پاتریک پهلوی
علی «پاتریک» پهلوی (زادهٔ ۱۳۲۶) از اعضای خانواده سلطنتی پهلوی است که از ۱۹۵۴ تا ۱۹۶۰ وارث مقدر تاج و تخت ایران بود. بنا بر قانون اساسی سابق این کشور او نفر اول در صف جانشینی تاج و تخت بود. به هر روی با تولد رضا پهلوی در سال ۱۹۶۰، او وارث بلافصل شد. او پسر علیرضا پهلوی و کریستیان شولوسکی یک زن فرانسوی لهستانی تبار است. او از معدود کسان دودمان پهلوی بود که در جریان انقلاب ۱۳۵۷ در ایران ماند. وی به‌دلیل مخالفت‌های سیاسی‌اش سابقه زندانی‌شدن در هر دو نظام پهلوی و جمهوری اسلامی را دارد. او در سوئیس زندگی می‌کند.

## اوایل زندگی
پدر علی پاتریک پهلوی، علیرضا پهلوی، دومین پسر رضا شاه پهلوی بود. او در ایام خدمت در فرانسه با بیوه‌ای فرانسوی لهستانی‌تبار به نام کریستین شولوسکی ازدواج کرد. او نوه آندره-لویی شولوسکی، ریاضی‌دان فرانسوی و واضع تجزیه چولیسکای بود. او زنی زیبا بود و جایزه اول زیباترین ساق پا را در دوویل از مارلنه دیتریش دریافت کرده بود. این ازدواج با مخالفت خاندان پهلوی روبه‌رو شد. پاتریک پسر این دو بود که ۱ سپتامبر ۱۹۴۷ در پاریس، فرانسه متولد شد. نام او را بعدها علی گذاشتند. علیرضا فرزند چهار سالهٔ او کریستیان پهلوی را هم به فرزند خواندگی قبول کرده و نام فامیل خود را بر او نهاده بود.
علیرضا پهلوی در ۲۵ مهر ۱۳۳۳ در یک سانحهٔ هوایی کشته شد. پس از مرگ علیرضا پهلوی که وارث مقدر تاج و تخت ایران بود، شاه پسری نداشت و علی پاتریک از گزینه‌های ولایتعهدی (وارث مقدر) تلقی می‌شد. زن علیرضا پهلوی علی پاتریک را در فرانسه نگه داشت در حالی که شاه اصرار داشت او در سوئیس تحصیل کند. دربار علی پاتریک و مادرش را به ایران آورد و به او عنوان شاهدخت داد و او در یک کاخ زندگی می‌کرد. ثریا، شهبانوی وقت، که پسری نداشت ولی شاه عاشق او بود، در سال ۱۹۵۷ با مادر علی پاتریک ترتیبی داد تا در صورتی که پسردار نشود، علی پاتریک ولیعهد شود.

## ازدواج و تشکیل خانواده
پس از مرگ علیرضا پهلوی، دربار علی پاتریک را به ایران آورد. او با زنی مسلمان و سوییسی به نام سونیا ازدواج کرد و پس از مدتی به اتفاق خانواده‌اش به خرمدره رفت و در آنجا به دامداری و کشاورزی پرداخت. حاصل این ازدواج سه فرزند پسر است: داوود پهلوی (۱۳۵۰)، هود پهلوی (۱۳۵۱) و محمد یونس پهلوی (۱۳۵۶).

## ضدیت با خاندان پهلوی
در سال ۱۳۵۴ پس از اینکه دوستان همفکرش کاترین عدل (دختر یحیی عدل) و همسر وی بهمن حجت کاشانی در درگیری مسلحانه با ساواک کشته شدند، او نیز دستگیر و مدتی زندانی شد ولی با پا در میانی مادر بزرگش تاج‌الملوک آیرملو آزاد و به کلاله (گلستان) تبعید شد. پس از انقلاب ۱۳۵۷ هم برای او پرونده‌ای تشکیل شد که گویا با وساطت روح‌الله خمینی پرونده مختومه شد. او سرانجام پنج سال پس از انقلاب ابتدا به سوئیس و سپس به فرانسه رفت و در همان‌جا ماندگار شد.
وی در سال ۱۳۸۹ در مصاحبه‌ای با روزنامه همشهری گفت که پس از خروجش از ایران نمی‌تواند کتاب چاپ کند و رضا پهلوی و آمریکا او را «در اروپا خفه کرده‌اند».